# والتر بيرتون هاريس
والتر بيرتون هاريس (بالإنجليزية: Walter Burton Harris)‏ (29 أغسطس 1866 – 4 أبريل 1933) كان صحفيا وكاتبا ورحالة، حقق شهرة بسبب كتاباته عن بلاد المغرب، وخصوصا كتابه المغرب كما كان وهو عمل مراسلا خاصا لصحيفة ذي تايمز. عاش في المغرب منذ كان عمره 19 عاماً، وأستقر معظم حياته في طنجة.

## الصحافة والمشاركة السياسية
بدأ هاريس الكتابة لنيويورك تايمز عام 1887 وأصبح مراسل دائم أعتباراً من عام 1906، في حين كان المغرب أصبح بؤرة للصراع بين القوى الأوروبية، وألف عدد من الكتب حول ترحاله في المغرب، سافر أيضا إلى مصر والشرق الأدنى والشرق الأقصى. وعمل مراسل خاص للمجلة في اليمن في 1892، ومن ثم في أثينا عام 1915، وتسببت كتاباته بخلاف بين الملك قسطنطين الأول ملك اليونان وإلفثيريوس فينيزيلوس، حيث تسبب خلاف بعد كتابة مقالات تنتقد الأخير تزعم أنه يعمل لالأميرالية والمخابرات خلال الجزء الأخير من الحرب العالمية الأولى.

## في الثقافة الشعبية
لعب هاريس دور في الحلقة 2000 من مذكرات الشاب إنديانا جونز التي كتبها كيفن ماكنالي، والذي أعتق إنديانا جونز من سوق الرقيق في مراكش.

## قائمة المراجع
- «أرض سلطان أفريقيا: رحلات في المغرب» (سامبسون قليلة، مارستون، سيرل وريفينغتون، 1889)
- «رحلة عبر اليمن» (وليام بلاكوود، 1893)
- Tafilat: The Narrative of a Journey of Exploration to the Atlas Mountains and the Oases of the North-west Sahara (وليام بلاكوود، 1895)
- «المغرب الذي كان» (وليام بلاكوود وأولاده، 1921)
- France, Spain and the Rif (Arnold, 1927)
- East for Pleasure: The Narrative of Eight Months' Travel in Burma, Sian, the Netherlands East Indies and French Indo-China (Arnold, 1929)
- East Again: The Narrative of a Journey in the Near, Middle and Far East (Butterworth, 1933)

## روابط خارجية
- والتر بيرتون هاريس على موقع الموسوعة البريطانية (الإنجليزية)